# Fußball-Südamerikameisterschaft der Frauen 1995
Die 2. Fußball-Südamerikameisterschaft der Frauen (spanisch Sudamericano Femenino) fand vom 8. bis 22. Januar 1995 in Brasilien statt. Gespielt wurde im Estádio Parque do Sabiá in Uberlândia (Bundesstaat Minas Gerais). Für Argentinien, Bolivien und Ecuador waren es die ersten Spiele ihrer Frauen-Nationalmannschaften und für Ecuador endete das erste Spiel mit der bis dato höchsten Niederlage. Das 12:0 für Argentinien gegen Bolivien ist dagegen bis dato der höchste Sieg für Argentinien, während das 0:15 Boliviens im letzten Gruppenspiel gegen Brasilien die höchste Niederlage der bolivianischen Mannschaft und gleichzeitig der höchste Heimsieg einer südamerikanischen Mannschaft ist. Sieger wurde Brasilien, wie bereits bei der ersten Austragung 1991.

## Modus
Jeder der fünf Teilnehmer spielte einmal gegen jede andere Mannschaft. Die zwei erstplatzierten Mannschaften bestritten danach das Finale. Der Sieger qualifizierte sich für die Weltmeisterschaft 1995.

## Teilnehmer
Für das Turnier wurden folgende Frauen-Nationalmannschaften gemeldet:
- Argentinien
- Bolivien
- Brasilien (Ausrichter, Titelverteidiger)
- Chile
- Ecuador

## Vorrunde
| Pl. | Land        | Sp. | S | U | N | Tore    | Diff. | Punkte |
| --- | ----------- | --- | - | - | - | ------- | ----- | ------ |
| 1.  | Brasilien   | 4   | 4 | 0 | 0 | 042:100 | +41   | 12     |
| 2.  | Argentinien | 4   | 3 | 0 | 1 | 018:900 | +9    | 09     |
| 3.  | Chile       | 4   | 1 | 1 | 2 | 014:900 | +5    | 04     |
| 4.  | Ecuador     | 4   | 1 | 1 | 2 | 009:210 | −12   | 04     |
| 5.  | Bolivien    | 4   | 0 | 0 | 4 | 001:440 | −43   | 0      |

|                 |   |             |      |
| 8. Januar 1995  |   |             |      |
| Brasilien       | – | Ecuador     | 13:0 |
| Chile           | – | Bolivien    | 11:0 |
| 10. Januar 1995 |   |             |      |
| Brasilien       | – | Chile       | 06:1 |
| Argentinien     | – | Ecuador     | 05:1 |
| 12. Januar 1995 |   |             |      |
| Argentinien     | – | Bolivien    | 12:0 |
| Chile           | – | Ecuador     | 02:2 |
| 14. Januar 1995 |   |             |      |
| Brasilien       | – | Argentinien | 08:0 |
| Ecuador         | – | Bolivien    | 06:1 |
| 18. Januar 1995 |   |             |      |
| Brasilien       | – | Bolivien    | 15:0 |
| Argentinien     | – | Chile       | 01:0 |

## Finale
|                                                                                     |   |             |           |
| 22. Januar 1995 um 16:00 Uhr UTC-3 in Uberlândia (Estádio Municipal João Havelange) |   |             |           |
| Brasilien                                                                           | – | Argentinien | 2:0 (1:0) |

## Schiedsrichter
Unter anderem folgende Schiedsrichter waren im Einsatz:
- Marco Ernesto Aguas
- Luis Olivetto
- Nestor Mondría